# Eliezer ben Jacob I
Eliezer ben Jacob I (ebraico: אליעזר בן יעקב) (Israele, ... – ...; fl. I secolo) era un saggio ebreo, rabbino Tanna, del I secolo e.v. - coetaneo di Eleazar Chisma e di Eliezer ben Hurcanus.
Nulla si sa della sua storia personale, eccetto che aveva visitato il Tempio di Gerusalemme e conosceva bene la disposizione delle relative stanze, un argomento su cui era considerato esperto. Simeon ben Azzai, un contemporaneo di Rabbi Akiba, racconta di aver scoperto uno scrollo genealogico dove si affermava: "La Mishnah di Rabbi Eliezer ben Jacob è solo una 'ḳab' [piccola in proporzione], ma chiara",, dopodiché le generazioni successive generalmente accettarono le opinioni di Eliezer come legge.
Eliezer è citato anche nell'Aggadah. Secondo lui, ciò che la Bibbia dice al Deuteronomio 11:13, "Servirlo con tutto il cuore e con tutta l'anima", è un'ammonizione ai sacerdoti che, quando officiano, non devono aver pensieri estranei alla loro funzione.